# Pachyegis
Pachyegis is een mosdiertjesgeslacht uit de familie van de Fatkullinidae en de orde Cheilostomatida. De wetenschappelijke naam ervan is in 1952 voor het eerst geldig gepubliceerd door Osburn.

## Soorten
- Pachyegis brunnea (Hincks, 1883)
- Pachyegis groenlandica (Norman, 1894)
- Pachyegis iquiquensis Moyano, 1991
- Pachyegis princeps (Norman, 1903)

Niet geaccepteerde soort:
- Pachyegis producta (Packard, 1863) → Stomacrustula producta (Packard, 1863)